# Diadegma albotibiale
Diadegma albotibiale är en stekelart som beskrevs av Horstmann 1973. Diadegma albotibiale ingår i släktet Diadegma och familjen brokparasitsteklar. Inga underarter finns listade i Catalogue of Life.